# Popowia lanceolata
Popowia lanceolata är en kirimojaväxtart som beskrevs av Elmer Drew Merrill. Popowia lanceolata ingår i släktet Popowia och familjen kirimojaväxter. Inga underarter finns listade i Catalogue of Life.